# Schurz (Nevada)
Schurz è un census-designated place (CDP) degli Stati Uniti, situato nella Contea di Mineral nello stato del Nevada. Nel censimento del 2000 la popolazione era di 721 abitanti.

## Geografia fisica
Secondo i rilevamenti dell'United States Census Bureau, la località di Schurz si estende su una superficie di 156,6 km², tutti occupati da terre.

## Popolazione
Secondo il censimento del 2000, a Schurz vivevano 721 persone, ed erano presenti 136 gruppi familiari. La densità di popolazione era di 4,6 ab./km². Nel territorio comunale si trovavano 444 unità edificate. Per quanto riguarda la composizione etnica degli abitanti, il 9,99% era bianco, lo 0,69% era afroamericano, l'83,63% era nativo, lo 0,14% era asiatico e lo 0,14% proveniva dall'Oceano Pacifico. L'1,66% della popolazione apparteneva ad altre razze e il 3,74% a più di una. La popolazione di ogni razza ispanica corrispondeva al 9,57% degli abitanti.
Per quanto riguarda la suddivisione della popolazione in fasce d'età, il 32,9% era al di sotto dei 18, l'8,2% fra i 18 e i 24, il 25,4% fra i 25 e i 44, il 21,6% fra i 45 e i 64, mentre infine l'11,9% era al di sopra dei 65 anni di età. L'età media della popolazione era di 35 anni. Per ogni 100 donne residenti vivevano 95,9 maschi.